# Rassemblement et Enjeux
Rassemblement et Enjeux (polski: Zgromadzenie i Kwestie) – konserwatywna partia polityczna działającą na terenie Monako. Jest obecnie główną partią w koalicji Horyzont Monako mającej większość w parlamencie w latach 2013–2018.

## Historia
Partia powstała jako Unia Narodowa i Demokratyczna (Union Nationale et Démocratique) w 1962 roku z połączenia dwóch partii: Narodowej Unii Niezależnych i Ententy Narodowo-Demokratycznej, które wtedy posiadały wszystkie 18 miejsc w Radzie Narodowej. Nowa partia zdobyła 17 z 18 mandatów podczas wyborów z 1963 roku. Pięć lat później UNiD zajęła wszystkie miejsca parlamentarne. W 1973 roku partia straciła 2 mandaty na rzecz opozycji, które straciła na rzecz UNiD w 1978 roku.
Do wyborów w 1993 roku partia zdobywała wszystkie miejsca w Radzie. Wtedy w 1993 roku partia zdobyła 15 z 18 mandatów, tracąc 3 na rzecz opozycji. W 1998 roku Unia zdobyła ponowne wszystkie 18 mandatów. W 2003 roku po raz pierwszy przegrała wybory i musiała oddać władzę Unii dla Monako. W Radzie Narodowej kadencji 2003-2008 mieli tylko 3 mandaty na 24.
Przed wyborami w 2008 roku partia zmieniła nazwę na obecną. Lecz to nie pomogło i R&E ponownie przegrała wybory, utrzymując stan posiadania trzech mandatów. Podczas kolejnych wyborów w 2013 roku partia zawiązała koalicję z kilkoma mniejszymi centroprawicowymi partiami pod szyldem Horyzont Monako. Koalicja odniosła wtedy zwycięstwo, zdobywając 20 na 24 mandaty. Pięć lat później partia ponownie przeszła do opozycji po zwycięstwie nowej partii Po pierwsze! Priorytet Monako, która zdobyła wtedy 21 na 24 mandaty. Koalicja pod wodzą R&E zdobyła tylko 2 mandaty.